# Ophiostoma tremulo-aureum
Ophiostoma tremulo-aureum är en svampart som först beskrevs av R.W. Davidson & T.E. Hinds, och fick sitt nu gällande namn av de Hoog & R.J. Scheff. 1984. Ophiostoma tremulo-aureum ingår i släktet Ophiostoma och familjen Ophiostomataceae.   Inga underarter finns listade i Catalogue of Life.